# Авантуре Бориса К.
Авантуре Бориса К. је збирка фантастичних прича београдске књижевнице Лејле Самарај (Leila Samarrai). Користећи апсурд, сатиру и фантазију у опису измишљене земље која мора да прође кроз процес тзв. „феноменизације“, књига истовремено даје слику наше локалне и планетарне стварности, користећи књижевне методе Франца Кафке и Даниила Хармса.
Збирка је објављена је као трећа књига у едицији „Вртлог“ 2013. године. Уредник едиције је Бобан Кнежевић, уредник издања Тамара Лујак, а рецензенти су Слободан Шкеровић и Зоран Стефановић.

## Радња
Објашњавајући поступак фантазијске сатире, ауторка каже. „Пајтоновске бурлеске у спрези са кафкијанском атмосфером на шта прво сугерише име јунака, само су неке од референци које граде атмосферу у књизи 'Авантуре Бориса К'. (...) Борис К. је типични представник савременог тзв. 'малог човека', смрвљеног жрвњем транзиције ('феноменизације'). Борис К. је транзициони, али и социјалистички губитник, истовремено и добитник. Али, није вечити победник попут Таличног Тома, стога, лако је идентификовати се с њим. Али, он, усред свих мука кроз које пролази, није заборавио да се шали и да се игра“.